# Agladrillia fuegiensis
Agladrillia fuegiensis é uma espécie de gastrópode do gênero Agladrillia, pertencente a família Drilliidae.